# Сини чипове
Сини чипове (на английски: Blue chips) са акциите на най-големите, ликвидни и сигурни компании със стабилни показатели за доходност, а също и самите тези компании. Със сините чипове се извършва основният обем на търговски операции на борсите.

## История
Самият термин „син чип“ идва на борсата от казината, а по-точно от играта на карти покер. Най-простите набори от покерни жетони през 19 в. в САЩ се състояли от бели, червени и сини чипове, при което, по традиция, сините чипове са били най-скъпи. Примерно, ако бял чип струвал 1 долар, то червеният обикновено бил 5 долара, а синият – 25 долара.
Терминът „син чип“ по отношение на борсовите акции започва активно да се използва от 1920-те години. Съгласно фолклорната история на компанията Dow Jones, разширението на смисъла на термина е въведено някога през 1920-те години от Оливер Гинхолд (сътрудник на компанията, която предшества Dow Jones), когато Гинхолд работел с борсовия тикерен апарат в брокерската фирма, която по-късно става Merrill Lynch. Когато забелязал няколко сделки по 200 или 250 щ.д. за акция или повече, той казал на колегата си, че иска да се върне в офиса, за да „съобщи за тези акции, които са като сини чипове“. Оттогава терминът „сини чипове“ започва да се използва по отношение на скъпоструващи акции, но днес най-често така се наричат най-„качествените“ акции.

## Описание
Обикновено сините чипове са индикатори за целия пазар, тъй като се смята, че ако цените на акциите на най-големите компании нарастват, то и акциите на компаниите от „втория ешелон“ също ще растат, съответно падането на курса на акциите на сините чипове означава спадане на курса на акциите на компаниите от „втория ешелон“. Акциите на сините чипове са най-ликвидните акции на пазара на ценни книжа.
Примери за западни сини чипове са компаниите Apple, IBM, Microsoft, The Coca-Cola Company, Ford, Alphabet.
Акциите, наричани „сини чипове“, в дългосрочна перспектива имат тенденция към нарастване. Има разбира се и периоди, в които голяма динамика на ръста и по-висока доходност показват акциите от „втория ешелон“.
Също така едно от положителните качества на „сините чипове“ е тяхната ликвидност, тоест възможността да се продава или купува значителен обем от тези акции във всеки момент от търговската сесия на фондовата борса, без съществена загуба в цената.
За сините чипове е характерно следното:
- Стабилен ръст в течение на редица години, което говори за реалното положение на нещата в компанията.
- Голяма икономическа мощ на компанията (стигаща до монопол), с висока пазарна капитализация.
- Висока ликвидност на акциите вследствие на големия брой сделки.
- Лидерски позиции в своята сфера на дейност. Като правило, сините чипове са лидери или влизат в тройката на лидерите.